# 天域龍馬
天域龍馬（日語：エアスピネル），是日本純種競賽馬匹。生涯活躍於一哩賽事，曾勝出每日盃兩歲錦標、京都金盃及富士錦標，亦曾與一哩冠軍賽及二月錦標跑獲亞軍。

## 出賽前
2013年2月10日出生於北海道千歲市社台牧場，所有權歸於母系馬主Lucky Field Co. Ltd.旗下。
其後交由栗東訓練中心練馬師笹田和秀訓練。

## 競賽生涯

### 2歲
2015年9月12日出戰阪神競馬場2歲新馬戰，比賽初段維持在第三的位置推進，在直路上從外檔位置展開加速迫近前方，最終超越對手並已2馬位優勢取得首勝。
11月14日挑戰二級賽每日盃兩歲錦標，本次比賽繼續在先頭位置推進，在彎道處開始加速下進入狀態，最終成功跑出優秀末腳速度下迅速領先，拉開後方3 1/2馬位取得首個分級賽冠軍。

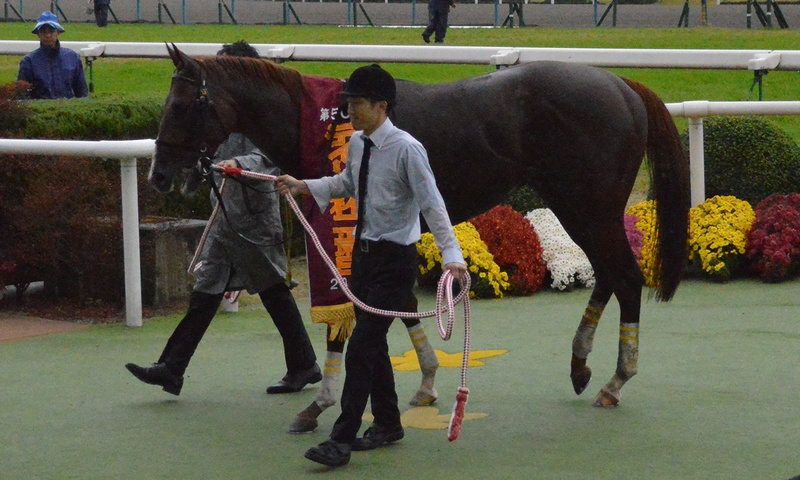
每日盃兩歲錦標頒獎儀式

年末出戰朝日盃未來錦標，賽前取得第一人氣。比賽開始後，其改用居中戰術展開推進，一直維持在約莫第八的位置。進入直路後，其迅速透出並向前展開衝刺，在近300米處時取得領先。可惜其後未能最大程度保持優勢，在剩餘100米處時被後方追擊的醋丈夫追上，最終在最後關頭被超越下以第二落敗。

### 3歲
2016年首戰為彌生賞，本次比賽被視為醋丈夫、天域龍馬及豐收節的三強對決。比賽開始後，其仍然以先頭戰術維持在第五的位置，在彎道處開始加速下逐步透出。然而進入直路後，其未能跟上前方纏鬥的豐收節及醋丈夫之步伐，最終被兩駒帶離下以第三落敗。

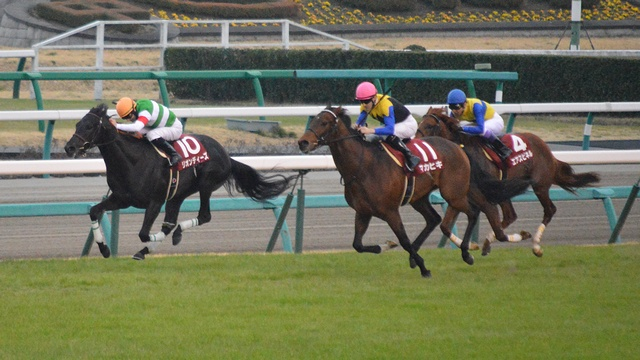
出戰彌生賞的天域龍馬（右一藍帽）

4月出戰經典三冠頭關皋月賞，比賽途中其一直維持在第六附近的有利哦位置，同時在最後彎道處接近直路時提早加速搶佔先機。進入直路後，其繼續展開不俗的衝刺，然而此時受到前方斜行的醋丈夫之影響，其未能最大程度展現走勢，最終敗於對手以第五衝線。而經過賽後的研訊，賽會認為醋丈夫在直路的行為對天域龍馬構成妨礙，因而在對手被貶名次的情況下遞補取得第四。
其後更接出戰東京優駿（日本打吡），本次比賽因三連敗以僅取得第一人氣。比賽開始後，其隨即在前方位置以輕快的步伐展開推進，在最後彎道開始加速。進入直路後，其成功在空隙之中透出並一度取得領先，但在最後100米處未能抵擋豐收節、里見光鑽及氣概凜然的攻勢，最終以第四落敗。

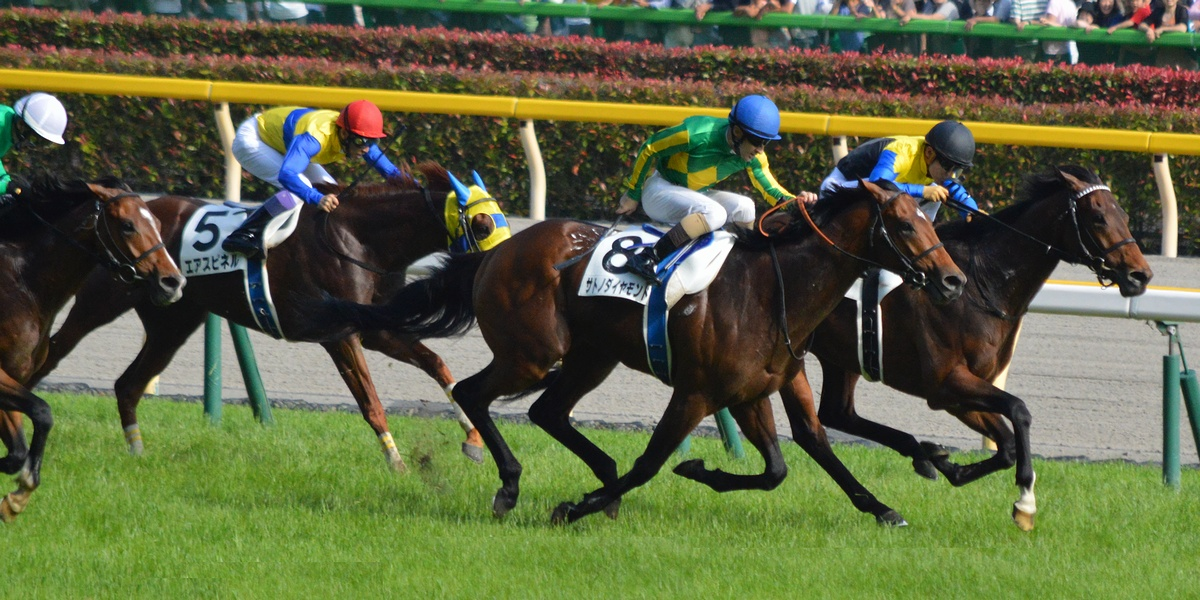
出戰東京優駿的天域龍馬（左二紅帽）

於宮城縣山元町山元訓練中心放草後在秋季以神戶新聞盃作為熱身戰，本次比賽一反常態選擇留後，然而在直路上始終未能超越前方對手，僅跑獲第五的戰績。
10月挑戰經典三冠尾關菊花賞，比賽初段天域龍馬選擇在先頭第三內欄的位置跟隨Miraieno Tsubasa及Satono Etoile推進，但在第二圈附近開始減緩速度等待時機。進入直路後，其稍微推出開始加速追擊前方的賽駒，雖然最終未能壓制里見光鑽及被七色線超越，但仍然可以戰勝氣概凜然取得第三的戰績。

### 4歲
2017年年初重返一哩戰線出戰京都金盃，雖然對比前仗大幅縮程1400米，但仍然取得第一人氣熱門。比賽開始後，其保持在中團靠前位置展開推進，在彎道處稍微提速下進佔有利的加速位置。進入直路後，其迅速在外檔位置爬升上前，最終強襲之下超越先頭的玄晶石取得冠軍，同時亦令鞍上騎師武豐達成連續31年分級賽制霸的偉業。

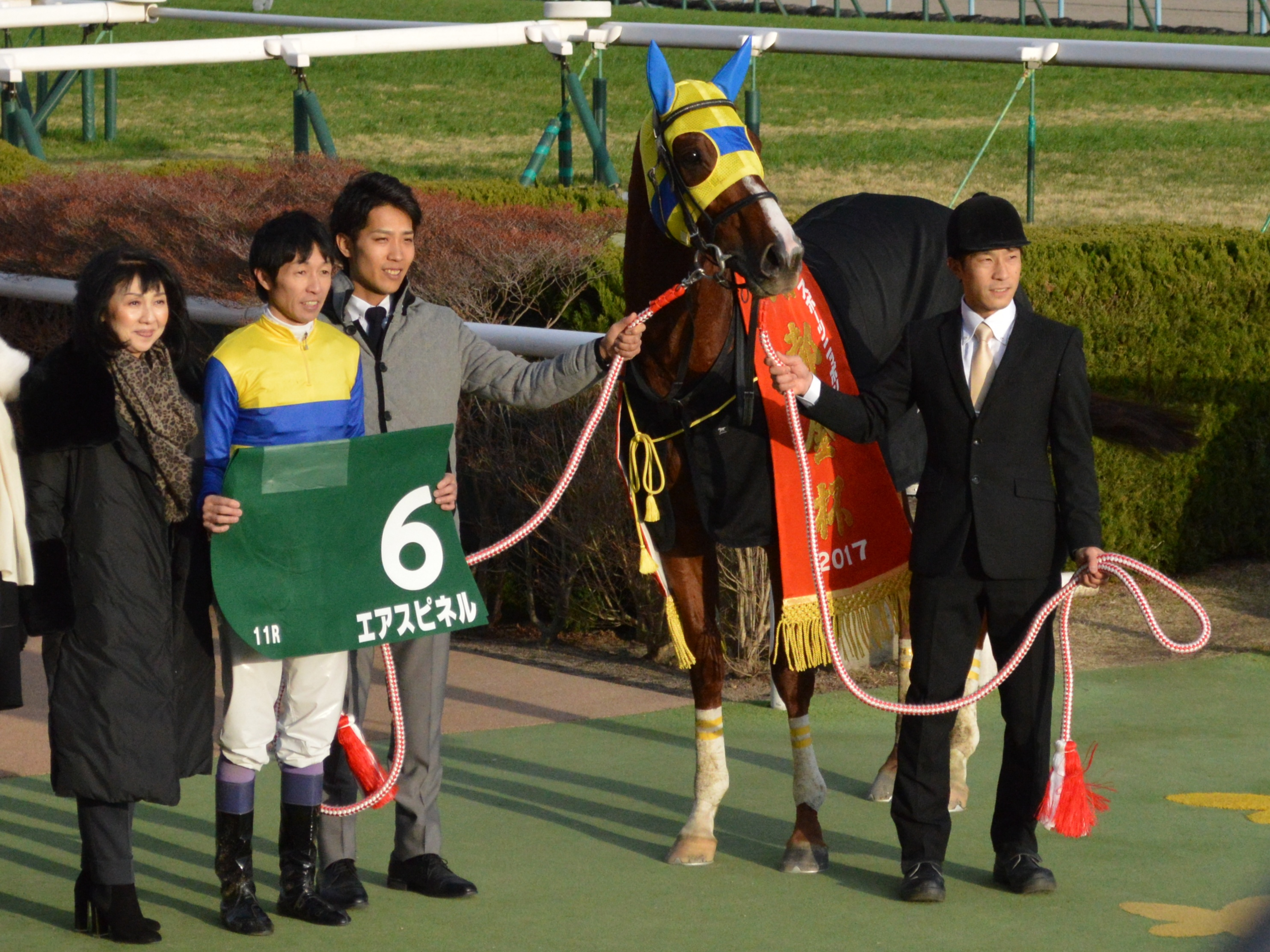
京都金盃頒獎儀式

其後以東京新聞盃作為目標，比賽初段因起步順利保持在約莫第五的位置，面對前1000米62.2秒的超慢步速選擇緊咬前方。進入直路後，其嘗試加速迫近其他對手，可惜未能超越佔有步速優勢的領放馬玄晶石及被享有負磅優勢的浪子回頭，以第三的名次完賽。
稍為休養後在4月出戰讀賣盃，比賽途中一直保持速度在中團外檔的位置，並在最後彎道繼續抽出大外檔。進入直路後，其隨即加速對前方的對手進行追趕，雖然得以壓制同樣在外檔加速的年輕力壯，但無法阻止內欄衝刺的明媚島下以第二落敗。
6月4日出戰上半年最大目標安田紀念，本次比賽於出閘後隨即墮後，在第三彎道附近於內欄位置逐步發力。進入直路後，其繼續在沿欄展開加速，但馬群未有散開下一直無法大幅度上前，最終在剩餘200米處才開始透出下未能扭轉局面，以第五的戰績落敗。
夏季增程出戰札幌紀念，採取主動的策略下一直在先頭外疊附近推進，於最後彎道發力之下順利透出。進入直路後，其率先衝出並取得領先，但後續未能擴大及維持走勢下被對手超越，最終僅跑獲第五的戰績。
進入秋季後，陣營考慮的在札幌紀念的落敗後決定以一哩戰線作為目標，同時安排其角逐富士錦標作為熱身。比賽開始後，其在第三的位置跟隨對手前進，但在彎道處經已上前取得領先。進入直路後，其成功克服天雨造成的爛地跑道，不斷衝刺之下拉開和後方對手的距離，最終以2馬位優勢戰勝明媚島取得第三個分級賽冠軍。
其後按照原定計劃出戰一哩冠軍賽，然而在主戰騎師武豐在11月8日的訓練途中墮馬導致右膝內側副韌帶受傷下，其改由來日客串的騎師莫雅執繮。比賽開始後，其繼續以慣常的戰術展開推進，保持在中團靠前的位置等待時機。通過最後彎道準備進入直路時，其在外檔位置徐徐上前，並於直路上以良好的反應展開衝刺一度取得領先。然而在最後關頭，其未能阻止後方從馬群中穿透而出的波斯劍客，最終被對手超越並已20厘米的細微差距憾負。

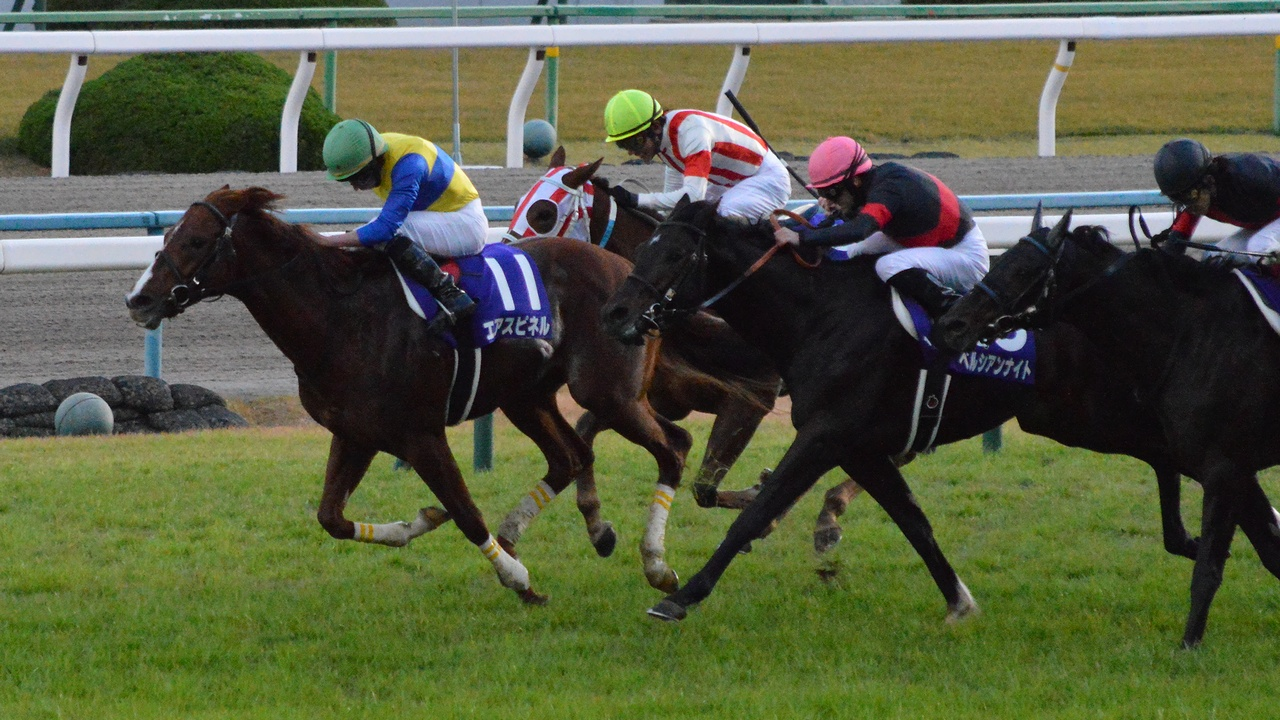
出戰一哩冠軍賽的天域龍馬（左一綠帽）

### 5歲
2018年年初原定以中山紀念作為首戰，然而右前橈骨出現骨膜炎的跡象下選擇避戰休養。
4月22日在狀態稍為回復的情況下出戰讀賣盃，比賽途中仍然選擇中團等待時機的戰績，在彎道處開始發力下雖然跑出不俗的速度，但未能超越前方魔族雅谷下在被白日彗星追過，最終以第三落敗。
其後因為疲勞未有出戰安田紀念改為放草，10月20日在富士錦標復出作為熱身。比賽途中，其一直保持在先頭位置等待時機，然而進入直路後，其未能維持穩定的速度，最終敗於其他對手取得第四。
11月18日繼續挑戰一哩冠軍賽，比賽初段在中團位置展開推進，於第三、四彎道中間開始發力上前。進入直路後，其一度迫近先頭集團並稍微透出，然而在剩餘200米時突然急劇失速，最終以第十大敗，為其首次跌出五名開外，同時亦為其首次取得兩位數戰績。

### 6歲
2019年大部份時間均處於休養狀態，7月復出出戰函館紀念，然而在比賽途中受到58公斤頂磅的影響下未能順利衝刺，最終以第十三大敗。

### 7歲
再度經歷近1年的休養後，其在2020年決定轉戰泥地戰線，以7月12日的子犬座錦標作為目標。比賽開始後，其在中團位置穩步推進，沿途守着有利位置。在直路上，其繼續維持不俗的走勢保持在中前方，最終僅敗於Sunrise Nova取得亞軍。
8月9日繼續挑戰泥地賽事出戰榆樹錦標，但受到比賽距離的影響下其無法在直路上維持衝刺，最終以第七落敗。
3個月後選擇以武藏野錦標作為熱身，本次比賽繼續採取居中策略，在直路上稍微加速下順利透出，但最終仍然被後方來襲的Sunrise Nova及獨奏驚雷超越以第三完賽。
年末選擇以一級賽日本冠軍盃作為目標，但同樣受到較長的距離影響，在直路上未能順利加速上前，最終跑獲第七的戰績。

### 8歲
2021年首戰為二月錦標，比賽初段位置在中團附近的遮擋位展開推進，在彎道處未有發力下繼續保持在內欄附近。進入直路後，其迅速在內欄位置展開加速並逐步突圍，最終成功衝出超越大部份對手，僅未能追上飛鷹茶座取得第二。
4月25日返回草地賽事出戰讀賣盃，然而未能發揮實力下以第八落敗。
夏季前往地方以埼玉盃作為目標，在先頭第四的位置展開推進下在彎道處開始上前，於直路上一度取得領先下在最後關頭被衝出的Arctos超越，因而以第二完賽。
休養過後在10月的一哩冠軍南部盃復出，繼續選擇中團戰術下和二月錦標時一樣從內欄發起進攻，然而未能突圍下僅跑獲第六。
11月再度出戰武藏野錦標，保持在第五的位置順利推進下於直路上開始上前，但一直被獨奏驚雷壓制下以第二落敗。
年末再度挑戰日本冠軍盃，然而和上年度一樣未能跑出優秀戰績，最終以第九落敗。

### 9歲
2022年首戰仍然為二月錦標，但本次比賽中團偏後的位置展開追走下在直路上始終未能展現衝刺力，最終取得第九的戰績。
5月5日於船橋競馬場出戰柏市紀念，起步不俗下維持在中團附近位置，在彎道處嘗試加速上前但未有效果，最終在直路上亦未能最大程度加速取得第五。
6月仍然在地方出戰埼玉盃，保持在中團後方位置展開推進下在直路抽出外檔衝刺，但最終仍然未能追上Salsa Dione、T's Dunk及Shamal取得第四。
秋季繼續在泥地一哩戰線中打拼，然而在一哩冠軍南部盃及武藏野錦標中均未能跑出優秀戰績，分別以第九及第十落敗。
完成以上賽事後，陣營考慮其經已9歲的年齡，決定安排其退役。

### 詳細賽績
| 日期       | 舉辦國家 | 馬場 | 距離   | 級別  | 賽事名稱       | 負重 | 騎師     | 馬號 | 出馬 | 名次 | 時間   | 頭馬（二馬）         |
| ---------- | -------- | ---- | ------ | ----- | -------------- | ---- | -------- | ---- | ---- | ---- | ------ | -------------------- |
| 12/8/2015  | 日本     | 阪神 | 草1600 |       | 2歲新馬        | 54   | 武豐     | 5    | 11   | 1    | 1:34.5 | （Hurricane Barows） |
| 14/11/2015 | 日本     | 京都 | 草1600 | GII   | 每日盃兩歲錦標 | 55   | 武豐     | 13   | 14   | 1    | 1:35.9 | （逃學修治）         |
| 20/12/2015 | 日本     | 阪神 | 草1600 | GI    | 朝日盃未來錦標 | 55   | 武豐     | 11   | 16   | 2    | 1:34.5 | 醋丈夫               |
| 6/3/2016   | 日本     | 中山 | 草2000 | GII   | 彌生賞         | 56   | 武豐     | 4    | 12   | 3    | 2:00.2 | 豐收節               |
| 17/4/2016  | 日本     | 中山 | 草2000 | GI    | 皋月賞         | 57   | 武豐     | 15   | 18   | 4    | 1:58.4 | 氣概凜然             |
| 29/5/2016  | 日本     | 東京 | 草2400 | GI    | 東京優駿       | 57   | 武豐     | 5    | 18   | 4    | 2:24.4 | 豐收節               |
| 25/9/2016  | 日本     | 阪神 | 草2400 | GII   | 神戶新聞盃     | 56   | 武豐     | 7    | 15   | 5    | 2:26.4 | 里見光鑽             |
| 23/10/2016 | 日本     | 京都 | 草3000 | GI    | 菊花賞         | 57   | 武豐     | 13   | 18   | 3    | 3:03.7 | 里見光鑽             |
| 5/1/2017   | 日本     | 京都 | 草1600 | GIII  | 京都金盃       | 56.5 | 武豐     | 6    | 18   | 1    | 1:32.8 | （玄晶石）           |
| 5/2/2017   | 日本     | 東京 | 草1600 | GIII  | 東京新聞盃     | 57   | 武豐     | 7    | 10   | 3    | 1:35.0 | 玄晶石               |
| 23/4/2017  | 日本     | 京都 | 草1600 | GII   | 讀賣盃         | 56   | 武豐     | 4    | 11   | 2    | 1:32.3 | 明媚島               |
| 4/6/2017   | 日本     | 東京 | 草1600 | GI    | 安田紀念       | 58   | 武豐     | 8    | 18   | 5    | 1:31.7 | 神燈光照             |
| 20/8/2017  | 日本     | 札幌 | 草2000 | GII   | 札幌紀念       | 57   | 李慕華   | 13   | 13   | 5    | 2:00.8 | 櫻花帝王             |
| 21/10/2017 | 日本     | 東京 | 草1600 | GIII  | 富士錦標       | 57   | 武豐     | 6    | 15   | 1    | 1:34.8 | （明媚島）           |
| 19/11/2017 | 日本     | 京都 | 草1600 | GI    | 一哩冠軍賽     | 57   | 莫雅     | 11   | 18   | 2    | 1:33.8 | 波斯劍客             |
| 22/4/2018  | 日本     | 京都 | 草1600 | GII   | 讀賣盃         | 56   | 武豐     | 4    | 14   | 3    | 1:31.6 | 白日彗星             |
| 20/10/2018 | 日本     | 東京 | 草1600 | GIII  | 富士錦標       | 57   | 福永祐一 | 6    | 18   | 4    | 1:32.1 | 火之呼喚             |
| 18/11/2018 | 日本     | 京都 | 草1600 | GI    | 一哩冠軍賽     | 57   | 福永祐一 | 14   | 18   | 10   | 1:33.7 | 絕嶺之峽             |
| 14/7/2019  | 日本     | 函館 | 草2000 | GIII  | 函館紀念       | 58   | 福永祐一 | 16   | 16   | 13   | 2:01.1 | 個人特色             |
| 12/7/2020  | 日本     | 阪神 | 泥1400 | GIII  | 子犬座錦標     | 56   | 鮫島克駿 | 11   | 16   | 2    | 1:22.1 | Sunrise Nova         |
| 9/8/2020   | 日本     | 札幌 | 泥1700 | GIII  | 榆樹錦標       | 56   | 武豐     | 2    | 14   | 7    | 1:44.1 | Time Flyer           |
| 14/11/2020 | 日本     | 東京 | 泥1600 | GIII  | 武藏野錦標     | 56   | 三浦皇成 | 7    | 16   | 3    | 1:35.3 | Sunrise Nova         |
| 6/12/2020  | 日本     | 中京 | 泥1800 | GI    | 日本冠軍盃     | 57   | 福永祐一 | 6    | 16   | 7    | 1:50.2 | 中和魔匠             |
| 21/2/2021  | 日本     | 東京 | 泥1600 | GI    | 二月錦標       | 57   | 鮫島克駿 | 10   | 16   | 2    | 1:34.5 | 法老茶座             |
| 25/4/2021  | 日本     | 阪神 | 草1600 | GII   | 讀賣盃         | 56   | 鮫島克駿 | 2    | 15   | 8    | 1:31.9 | 行進曲               |
| 3/6/2021   | 日本     | 浦和 | 泥1400 | JpnII | 埼玉盃         | 56   | 鮫島克駿 | 2    | 12   | 2    | 1:25.0 | Arctos               |
| 11/10/2021 | 日本     | 盛岡 | 泥1600 | JpnII | 一哩冠軍南部盃 | 57   | 鮫島克駿 | 13   | 16   | 6    | 1:35.9 | Arctos               |
| 13/11/2021 | 日本     | 東京 | 泥1600 | GIII  | 武藏野錦標     | 56   | 田邊裕信 | 14   | 16   | 2    | 1:35.2 | 獨奏驚雷             |
| 5/12/2021  | 日本     | 中京 | 泥1800 | GI    | 日本冠軍盃     | 57   | 藤岡康太 | 5    | 16   | 9    | 1:51.4 | 宏觀角度             |
| 20/2/2022  | 日本     | 東京 | 泥1600 | GI    | 二月錦標       | 57   | 杜滿萊   | 16   | 16   | 9    | 1:35.0 | 法老茶座             |
| 5/5/2022   | 日本     | 船橋 | 泥1600 | JpnI  | 柏市紀念       | 57   | 杜滿萊   | 13   | 14   | 5    | 1:41.0 | 湘南撫子             |
| 1/6/2022   | 日本     | 浦和 | 泥1400 | JpnII | 埼玉盃         | 56   | 杜滿萊   | 7    | 11   | 4    | 1:25.5 | Salsa Dione          |
| 10/10/2022 | 日本     | 盛岡 | 泥1600 | JpnI  | 一哩冠軍南部盃 | 57   | 富田曉   | 16   | 16   | 9    | 1:36.6 | 法老茶座             |
| 12/11/2022 | 日本     | 東京 | 泥1600 | GIII  | 武藏野錦標     | 56   | 馬昆     | 6    | 16   | 10   | 1:36.9 | 鍍金鏡               |

## 退役後
退役後，天域龍馬並未入種，而是於茨城縣阿見町Umanma公園休養，在2023年作為乘騎馬使用。

## 血統簡介
父系夏威夷王爲日本賽駒，生涯戰績極爲優秀，僅得一戰未能獲勝，曾勝出一級賽NHK一哩賽及東京優駿（日本打吡），爲日本史上首匹贏得變則二冠的賽駒。祖父金滿寶爲美國生產的法國賽駒，曾三勝一級賽，亦爲近代著名種馬之一。
母系Air Messiah為日本賽駒，生涯戰績優秀，曾勝出秋華賞以及在優駿牝馬（日本橡樹大賽）和維多利亞一哩賽中跑獲亞軍。外祖父週日寧靜是美國三冠賽雙冠馬，退役後在日本配種，在日本馬壇相當成功，贏得多項分級賽事，其子嗣贏得巨額獎金。

### 血統表
| 父線：金滿寶系（淘金者系）          |                            |                  |                 |
| 種馬 夏威夷王 2001年（棗色）        | 金滿寶 1990年（棗色）      | 淘金者           | Raise a Native  |
| 種馬 夏威夷王 2001年（棗色）        | 金滿寶 1990年（棗色）      | 淘金者           | Gold Digger     |
| 種馬 夏威夷王 2001年（棗色）        | 金滿寶 1990年（棗色）      | Miesque          | 雷利耶夫        |
| 種馬 夏威夷王 2001年（棗色）        | 金滿寶 1990年（棗色）      | Miesque          | Pasadoble       |
| 種馬 夏威夷王 2001年（棗色）        | Manfath 1991年（深棗色）   | 最後大官         | Try My Best     |
| 種馬 夏威夷王 2001年（棗色）        | Manfath 1991年（深棗色）   | 最後大官         | Mill Princess   |
| 種馬 夏威夷王 2001年（棗色）        | Manfath 1991年（深棗色）   | Pilot Bird       | Blakeney        |
| 種馬 夏威夷王 2001年（棗色）        | Manfath 1991年（深棗色）   | Pilot Bird       | The Dancer      |
| 繁殖雌馬 Air Messiah 2002年（棗色） | 週日寧靜 1986年（棕色）    | Halo             | Hail to Reason  |
| 繁殖雌馬 Air Messiah 2002年（棗色） | 週日寧靜 1986年（棕色）    | Halo             | Cosmah          |
| 繁殖雌馬 Air Messiah 2002年（棗色） | 週日寧靜 1986年（棕色）    | Wishing Well     | Understanding   |
| 繁殖雌馬 Air Messiah 2002年（棗色） | 週日寧靜 1986年（棕色）    | Wishing Well     | Mountain Flower |
| 繁殖雌馬 Air Messiah 2002年（棗色） | Air Deja Vu 1995年（棗色） | 北方風味         | 北地舞人        |
| 繁殖雌馬 Air Messiah 2002年（棗色） | Air Deja Vu 1995年（棗色） | 北方風味         | Lady Victoria   |
| 繁殖雌馬 Air Messiah 2002年（棗色） | Air Deja Vu 1995年（棗色） | I Dreamed a Dram | Well Decorated  |
| 繁殖雌馬 Air Messiah 2002年（棗色） | Air Deja Vu 1995年（棗色） | I Dreamed a Dram | Hidden Trail    |
| 雌系：號族：4-r                     |                            |                  |                 |
| 五代內近親交配：北地舞人 5×5×4      |                            |                  |                 |

## 命名由來
名字中，Air（エア）為馬主Lucky Field Co Ltd.冠名，出自NBA球星米高·佐敦的別名，亦有佛教中代表「空」的含意，香港則翻譯為「天域」，Spinel（スピネル）為泰國傳說中出現的龍形馬（此字亦解作尖晶石），香港則以「龍馬」作為翻譯。

## 外部連結
- 天域龍馬 netkeiba.com
- 血統表